# Carex karoi
Carex karoi là một loài thực vật có hoa trong họ Cói. Loài này được (Freyn) Freyn mô tả khoa học đầu tiên năm 1890.